# Línea Villalba-Segovia
La línea Villalba-Segovia es una línea ferroviaria española entre Villalba y Segovia, dando servicio a numerosos municipios en la ruta. En ella presta servicio la línea 53 de Media Distancia. En Segovia enlazaba con la línea Segovia-Medina del Campo, cerrada en 1993.
La línea Villalba-Segovia está catalogada como la línea 110 de la red ferroviaria de interés general, siendo titularidad de Adif.

## Construcción
Tras la polémica elección de la ruta del Ferrocarril Madrid-Hendaya abierta en 1864 y en la que se optó por la ruta pasando por Ávila, Segovia aún no contaba con conexión ferroviaria. Para lograrlo, el gobierno subastó el 1 de agosto de 1881 la concesión del ferrocarril de Segovia a Medina a la Diputación de Segovia. La Diputación, a su vez, la transfirió al ingeniero Miguel Muruve y Galán, que se la ofreció a la Compañía de los Caminos de Hierro del Norte de España, aprobándose dicha cesión el 22 de septiembre de 1881.
El 4 de julio de 1884 también se adjudicó por subasta la concesión del tramo Segovia-Villalba a Miguel Muruve y Galán. También este tramo fue posteriormente cedido a Norte.
La línea de Medina del Campo a Segovia fue abierta al público el 1 de junio de 1884 por la Compañía de los Caminos de Hierro del Norte de España, habiendo sido completada a finales de abril de ese año. Cuatro años más tarde, en 1888, se completaba el tramo Villalba-Segovia, para el cual había sido necesario perforar un túnel a través de la sierra de Guadarrama. Se inauguró el 29 de junio de 1888, y se abrió al público el 1 de julio de 1888.

### Trazado
La línea formaba, junto con la línea Segovia-Medina del Campo, un trazado alternativo para el ferrocarril Madrid-Hendaya, conectando en ambos extremos con esa misma línea, permitiendo la circulación de trenes de larga distancia con parada intermedia en Segovia o circulaciones desviadas en caso de obstrucción de la línea por Ávila. Tras el cierre del tramo Medina del Campo-Segovia, se mantenía únicamente la conexión con el resto de la red en Collado Villalba.
Al construirse el Ferrocarril de Cotos, se opta por enlazar dicha línea con la red ferroviaria convencional en la estación de Cercedilla.

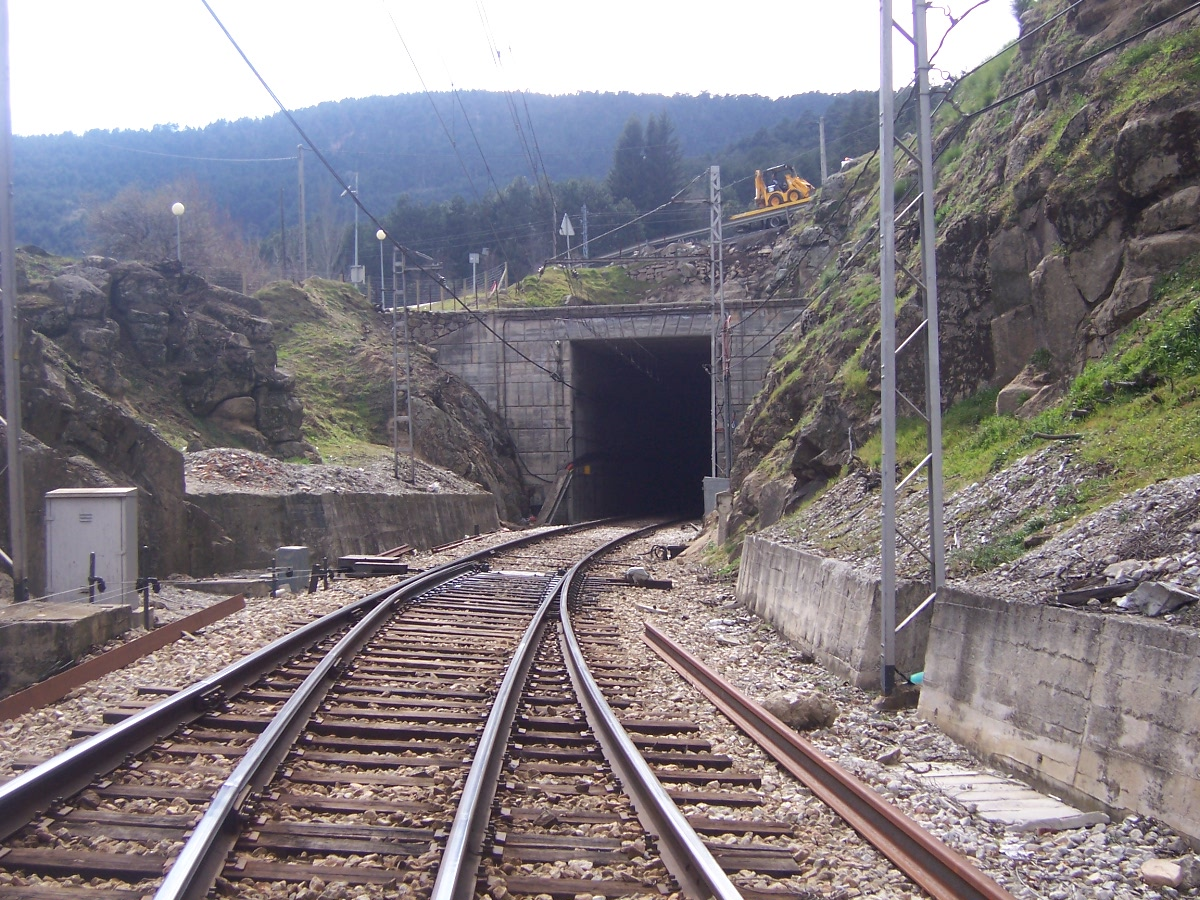
Boca sur del túnel de Tablada bajo el Alto del León

La línea entre Segovia y Villalba busca cruzar la sierra de Guadarrama, conectando la Meseta Norte con la Meseta Sur. Cuenta con siete túneles en su trazado, destacando el túnel de Tablada con 2380 metros de longitud que atraviesa la frontera entre la Comunidad de Madrid y la provincia de Segovia bajo el Alto del León. La línea recorre casi 63 kilómetros por los municipios madrileños de Collado Villalba, Alpedrete, Collado Mediano, Los Molinos, Cercedilla y Guadarrama; y los segovianos de El Espinar (con parada en las estaciones de Gudillos, San Rafael, La Estación de El Espinar y Los Ángeles de San Rafael), Otero de Herreros, Ortigosa del Monte, La Losa, Navas de Riofrío y Segovia.

### Electrificación
El 23 de abril de 1944 se completa la electrificación de la sección entre Villalba y Cercedilla, electrificando la línea a 1 500 V en corriente continua. Francisco Franco inauguró el 9 de febrero de 1946 la prolongación de la electrificación hasta Segovia, a pesar de ya haber entrado en servicio el 25 de enero.
El 12 de agosto de 1947 se prolongó la electrificación desde Segovia hasta Hontanares de Eresma. Dicha prolongación ya había sido identificada como necesaria en la Revista de Obras Públicas de marzo de 1944, para facilitar la rampa entre ambas estaciones con una pendiente de hasta 0.198 milésimas. En ese estudio se propuso como alternativa, asumiendo que Hontanares no tendría la capacidad para facilitar el cambio de locomotora, desplazar el trazado de la línea por el norte de Segovia, algo que nunca se llegó a realizar.
Como parte del «Plan Decenal de Modernización» del periodo 1964-1973, se realizan trámites de expropiación para las obras de electrificación del tramo Hontanares-Medina del Campo, completándose la electrificación a 3000 V CC en 1966. El 11 de abril de 1972 se cambia la electrificación del trazado Villalba-Segovia a 3000 V CC, quedando todo el trazado bajo la misma tensión.

## Actualidad
El tramo Villalba-Cercedilla forma parte de la línea C-8 de Cercanías Madrid. Servicios de la línea 53 de Media Distancia, aunque gestionados por la unidad de negocio de Cercanías, cubren como Regional Cadenciado el tramo hasta Segovia, aunque en la mayoría de los casos es necesario un transbordo en Cercedilla.
Distintos ayuntamientos segovianos en los que presta servicio la línea han instado en diferentes ocasiones a Renfe, al Ministerio de Fomento, a la Junta de Castilla y León y a la Comunidad de Madrid a que se lleven a cabo diversas medidas para revitalizar el tramo entre Cercedilla y Segovia, pidiendo su equiparación con las condiciones de las que goza la línea C-2 Madrid-Guadalajara. En concreto así lo han solicitado los ayuntamientos de El Espinar y Ortigosa del Monte en diciembre de 2016, y la Diputación Provincial de Segovia en enero de 2017.
En la actualidad, la línea de alta velocidad de Madrid a Valladolid, que a su vez conecta en la bifurcación de Olmedo con la línea de alta velocidad a Zamora y Galicia pasando por Medina del Campo, restaura la conexión clausurada entre las respectivas estaciones de alta velocidad de Segovia y Medina del Campo, además de ofrecer un acceso por línea de alta velocidad a Madrid y Valladolid. La llegada de la alta velocidad a la nueva estación de Segovia-Guiomar en diciembre de 2007 ha supuesto una reducción de frecuencias en la línea convencional.

### Proyecto empresarial Prado del Hoyo
En 2021 la Federación Empresarial Segoviana (FES) anunció el proyecto para la construcción de una plataforma logística empresarial en la zona llamada Prado del Hoyo, al sur del polígono de Hontoria (Segovia), que utilizará la línea ferroviaria con transportes de mercancías a través de la construcción de un ramal que la conectará con un nuevo puerto seco ferroviario. Según datos del Ayuntamiento de Segovia, las licencias de construcción podrían otorgarse a principios de 2023.
En febrero de 2023 el Ayuntamiento de Segovia firmó con las partes la renovación del proyecto empresarial para formular el proyecto de actuación, cuya redacción se consensuará con la asociación constituyendo una comisión técnica. El Ayuntamiento de Segovia calcula que el coste de la construcción del ramal ferroviario y del puerto seco será de cinco millones de euros.

### Tren turístico histórico

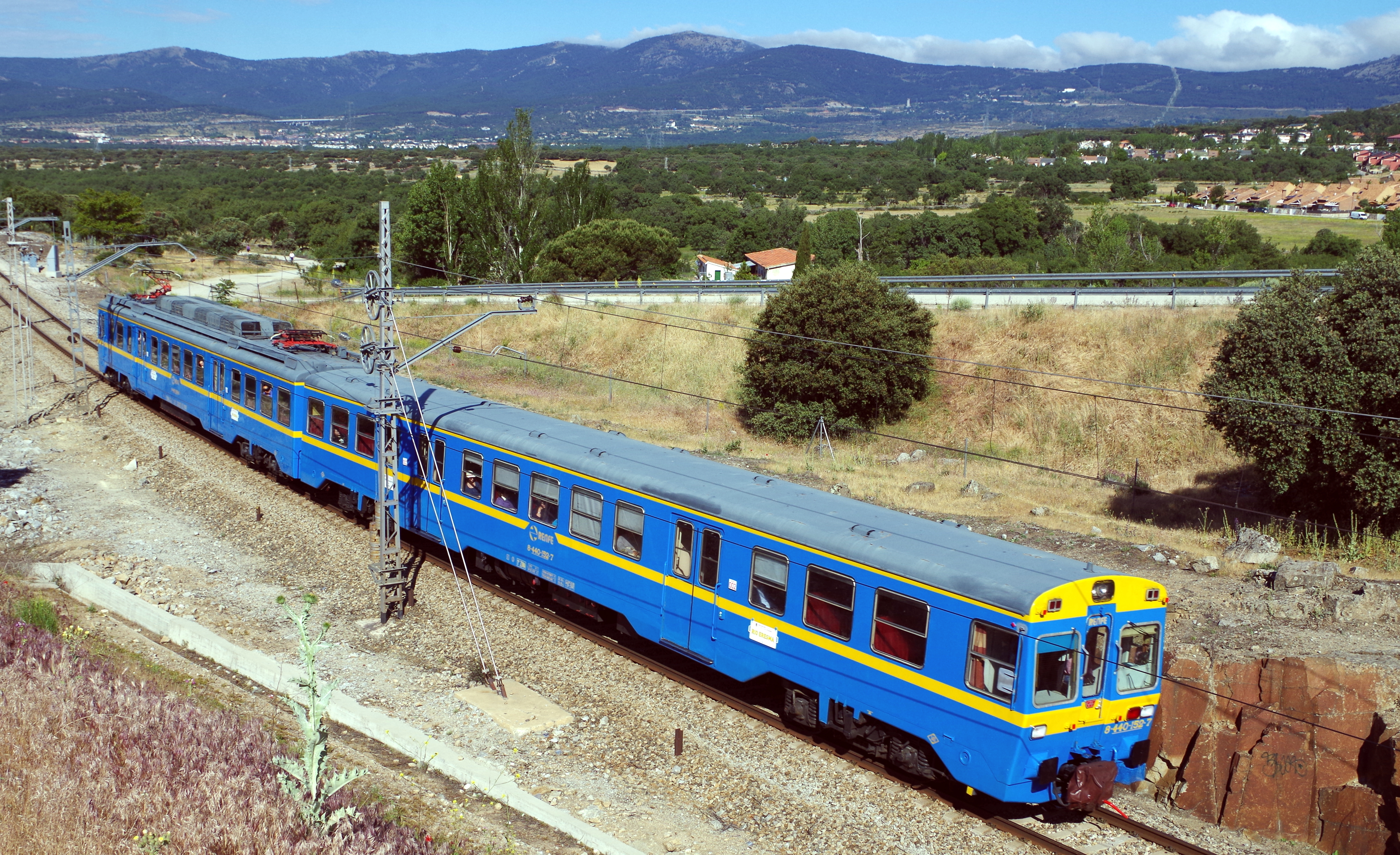
Unidad UT 440.096 de la Asociación de Amigos del Ferrocarril de Madrid haciendo el recorrido del tren turístico Río Eresma

La Asociación de Amigos del Ferrocarril de Madrid organiza regularmente un tren turístico en la ruta Madrid-Segovia, denominado "Tren Sierra de Guadarrama", "Tren de la Nieve" o "Tren Río Eresma". Se usa la unidad 440.096 restaurada a sus colores originales y conocida como "La Azulona".

### El Tren de las Emociones
También desde el año 2011 la segoviana Asociación Cultural Plaza Mayor realiza anualmente en la línea un acto cultural denominado El tren de las emociones, el cual consistente en viajar recorriendo la línea desde Segovia hasta el apeadero de San Rafael o La Estación de El Espinar ataviados con los ropajes que se utilizaban antiguamente en el ámbito ferroviario. Este acto reivindica la continuidad de la línea convencional Segovia - Madrid y también, en palabras de la Asociación, “recordar tiempos pasados en los que el tren servía como medio de transporte para unir pueblos y ciudades, y también como medio de convivencia a la hora de relacionarse con los demás”.